# ФК Силкеборг
ФК Силкеборг (дан. Silkeborg IF) је дански фудбалски клуб из Силкеборга који се такмичи у данској Суперлиги. Своје утакмице као домаћини играју на стадиону Јиск парк, капацитета 10.000 места (6.000 за седење).
Клуб је основан 1917. године. Дебитовали су у највишем рангу такмичења данског фудбала 1987. године, а потом је постао један од најуспешнијих фудбалских клубова у Данској. Освојили су данску Суперлигу у сезони 1993/94, а Куп Данске 2001. године. Први већи успех у европским такмичењима су остварили у сезони 2022/23. пласманом у плеј−оф за Лигу Европе где су играли против Хелсинкија. Пошто су поражени у плеј−офу Лиге Европе, прелазе у групну фазу Лиге конференције, што је први пут у њиховој историји да играју групну фазу неког УЕФА клупског такмичења.

## Успеси
- Суперлига: 1

1993/94.
- Куп: 2

2000/01, 2023/24.